# Eugen Friedrich Heinrich von Württemberg

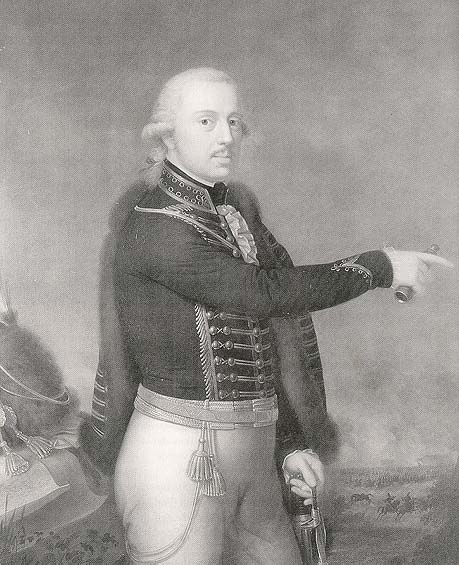
Prinz Eugen von Württemberg

Eugen Friedrich Heinrich Herzog von Württemberg (* 21. November 1758 in Schwedt/Oder; † 20. Juni 1822 in Meiningen) war ein herzoglicher Prinz aus dem Haus der Herzöge von Württemberg. Zugleich war er mütterlicherseits Abkömmling der Markgrafen von Brandenburg aus dem Haus Hohenzollern. 

## Leben
Eugen war ein jüngerer Sohn des Herzogs Friedrich Eugen von Württemberg (1732–1797) aus dessen Ehe mit Friederike Dorothea Sophia, geb. Prinzessin zu Brandenburg[-Schwedt] und Prinzessin in Preußen (1736–1798), Tochter des Markgrafen Friedrich Wilhelm von Brandenburg-Schwedt. Er war ein Bruder des ersten württembergischen Königs, 
Friedrichs I., sowie der Zarin Maria Feodorowna.
Eugen wurde durch Johann Georg Schlosser erzogen, einen Schwager Johann Wolfgang von Goethes. Der Prinz trat früh in preußische Dienste und war mit seinem Husarenregiment Nr. 4 in der schlesischen Stadt Oels stationiert, der damaligen Residenz von Eugens württembergischen Verwandten, die das Herzogtum Oels regierten. Dessen letzter Herzog, Karl Christian Erdmann von Württemberg-Oels, hinterließ Eugen testamentarisch Stadt und Schloss Carlsruhe als Fideikommiss.
Seit 1795 war Eugen Gouverneur der Festung Glogau. In der Schlacht bei Jena und Auerstedt kommandierte er als Kavalleriegeneral die preußische Reservearmee, die am 18. Oktober 1806 bei Halle durch Bernadotte geschlagen wurde. 
Durch Herzog Eugen wurde Carlsruhe ständige Residenz, welche er mit Theater und Hofkapelle ausstattete. Der Herzog war ein großer Förderer des Komponisten Carl Maria von Weber, den er im September 1806 als Kapellmeister nach Carlsruhe holte. Eugens Sohn zeichnete sich in den Befreiungskriegen aus, auf Grund derer, das Theater geschlossen und auch Carl Maria von Weber entlassen werden mussten. 1820 ließ Eugen die Kavaliershäuser am Schlossplatz in Carlsruhe errichten.
Von 1820 bis zu seinem Tod war Herzog Eugen Mitglied der Ersten Kammer der württembergischen Landstände. Er erschien jedoch nie persönlich zu den Sitzungen, sondern ließ sich durch den Grafen Karl von Reischach vertreten. Die letzten Lebensmonate bis zu seinem Tod am 20. Juni 1822 verbrachte Eugen in Meiningen, wo er am 23. Juni 1822 mit militärischen Ehren und 25 Salutschüssen nahe der heutigen Herzoglichen Gruftkapelle beigesetzt wurde.

## Religiosität: Eugen als Pietist, Rosenkreuzer und Freimaurer
Eugen Friedrich Heinrichs Onkel, Herzog Carl Eugen von Württemberg, war wie seine ihm folgenden Brüder Ludwig Eugen und – Eugens Vater – Friedrich Eugen privatim katholisch, das Herzogtum Württemberg als Staat nach den Bestimmungen des Westfälischen Friedens jedoch lutherisch; der Thronerbe Herzog Friedrich Eugens sollte vertragsgemäß Lutheraner sein. Eugens Mutter war calvinistisch-reformiert wie seit dem Übertritt des seit 1608 regierenden Kurfürsten Johann Sigismund von Brandenburg und nachmals (seit 1618) regierenden Herzogs in Preußen zum reformierten Bekenntnis am 25. Dezember 1613jul. / 4. Januar 1614greg. das brandenburg-preußische Herrscherhaus Hohenzollern, während die Untertanen fast alle lutherisch blieben. 
Eugen Friedrich Heinrich entstammte einer zweifach andersgläubigen "Mischehe": der lutherisch erzogene Sohn des katholischen Herzogs Friedrich Eugen von Württemberg, war unter dem Einfluss seiner frommen Mutter Pietist; dazu war er Rosenkreuzer und theosophisch orientierter Freimaurer, gehörte also dem konservativen Flügel der masonischen Bewegung an. Er war Mitglied in der Brandenburger Freimaurerloge Friedrich zur Beständigkeit. Mit seiner Religiosität stand er im Gegensatz zu seinem ebenfalls lutherisch erzogenen, aber rationalistisch eingestellten erstgeborenen Bruder, dem späteren Erbprinzen, darauf Regierenden Herzog Friedrich Wilhelm Karl bzw. Kurfürsten Friedrich II. und nachmaligen König Friedrich I. (1754–1816), der selbst ein traditioneller Religiosität kritisch gegenübertretender Freimaurer war, aber das von seinem katholischen Onkel Herzog Carl Eugen von Württemberg 1784 erlassene Verbot der Freimaurerlogen aus Furcht vor Verschwörungen nicht aufhob. Als undogmatisch eingestellter Freimaurer förderte Herzog bzw. Kurfürst Friedrich II. bzw. König Friedrich I. von Württemberg in seinem Amt als Landesbischof der Evangelischen Landeskirche in Württemberg die Wandlung der überwiegend orthodox-lutherischen Landeskirche in dem als "Lutherisches Spanien" geltenden alten Herzogtum Württemberg zur "mild-lutherischen" Landeskirche in dem dank Napoleon I. größer gewordenen Königreich Württemberg, zu dem in Neuwürttemberg große katholische Gebiete hinzutraten. Auch förderte er Ansätze zur Entstehung der späteren Israelitischen Religionsgemeinschaft Württembergs.

## Affinität zur literarischen Figur des "Schwärmers" in Schillers RomanDer Geisterseher
Adalbert von Hanstein hat bei vielen Forschern mit einer These Anklang gefunden: ein historisches Vorbild für die literarische Figur des "Schwärmers" in Schillers Romanfragment Der Geisterseher sei Prinz Eugen Friedrich Heinrich von Württemberg gewesen.
Die im Herzogtum Württemberg seit der 1712 aus militärischen Gründen vollzogenen Konversion Herzog Karl Alexanders bestehenden verwickelten, potentiell labilen, erneute Konversionen nicht ausschließenden Konfessionsverhältnisse ließen den Verdacht wachwerden, die Jesuiten könnten die protestantische Erbfolge zu hintertreiben versuchen. 
Eugen Friedrich Heinrich veröffentlichte im Juli 1786 einen Aufsatz, in dem er die Existenz von Geistern bejahte. Aus religiösen Gründen erklärte er Geisterbeschwörungen für zulässig. Der „Schwärmer“ Prinz Friedrich Heinrich Eugen lieferte Schiller in dieser Situation das Material für die tragische Figur des Prinzen. 
Bedeutsam ist für den geistigen Hintergrund des Prinzen und des ihm später, im Juli 1803, in Lauchstädt persönlich begegnenden Schiller die familiäre Verbindung beider Persönlichkeiten mit dem Umkreis des zeitweiligen „Swedenborg-Apostels“ Friedrich Christoph Oetinger (1702–1782). Die Mutter Dorothea des Prinzen Eugen stand mit dem pietistischen Murrhardter Prälaten und Stadtpfarrer Oetinger, der sich für den schwedischen Visionär Emanuel Swedenborg („Geisterseher“) auch als Übersetzer engagierte, persönlich in Verbindung. Gemeinsame Diskurse über die Kabbalistin Prinzessin Antonia Herzogin von Württemberg (1613–1679) sind bezeugt, solche über Swedenborg gut denkbar.

## Nachkommen
Eugen heiratete am 21. Januar 1787 in der Schlosskirche zu Meiningen Prinzessin Luise zu Stolberg-Gedern (1764–1834), Tochter des Prinzen Christian Carl zu Stolberg-Gedern. Luise war seit 1782 die Witwe des Herzogs Karl von Sachsen-Meiningen. Mit Luise hatte Eugen die folgenden Kinder:
- Eugen (1788–1857)

⚭ 1. 1817 Prinzessin Mathilde zu Waldeck und Pyrmont (1801–1825)
⚭ 2. 1827 Prinzessin Helene zu Hohenlohe-Langenburg (1807–1880)
- Luise (1789–1851), ⚭ 1811 Fürst August zu Hohenlohe-Öhringen (1784–1853)
- Georg Ferdinand (1790–1795)
- Heinrich (1792–1797)
- Paul (1797–1860), ⚭ 1827–1835 Prinzessin Maria Sophia von Thurn und Taxis (1800–1870)

## Auszeichnungen
- Ritter des Königlich Württembergischen Ordens des goldenen Adlers
- Großkreuz des Württembergischen Militärverdienstordens
- Ritter des Preußischen Schwarzen Adlerordens
- Ritter des Preußischen Roter Adlerorden
- Ritter des Preußischen St. Johanniter-Orden[4]